# Frigyes Lajos mecklenburg–schwerini trónörökös herceg
Frigyes Lajos (németül: Friedrich Ludwig, Herzog zu Mecklenburg, Ludwigslust, 1778. június 13. – Ludwigslust, 1819. november 29.) Mecklenburg-Schwerin  trónörököse.

## Élete
Frigyes mecklenburg–schwerini herceg halálával, 1785. április 24-én, trónörökös (Erbprinz) lett.
1792. szeptember 30. és 1795 december 3. között a rostocki egyetemen tanult.
1807-ben a francia megszállás miatt  Frigyes Lajos egy fél évig a dániai Altonában élt.
1808. december 8. és 1819. november 29. között a mecklenburg-schwerini pénzügyminiszer volt.
Frigyes Lajos részt vett a bécsi kongresszuson és elérte, hogy az ő apja  és a strelitzi II. Károly a nagyhercegi címet kaptak.

## Fordítás
- Ez a szócikk részben vagy egészben  a   Friedrich Ludwig zu Mecklenburg című német Wikipédia-szócikk fordításán alapul.  Az eredeti cikk szerkesztőit annak laptörténete sorolja fel. Ez a jelzés csupán a megfogalmazás eredetét és a szerzői jogokat jelzi, nem szolgál a cikkben szereplő információk forrásmegjelöléseként.